# توماش چیوکا
توماش چیوکا (انگلیسی: Tomasz Cywka؛ زادهٔ ۲۷ ژوئن ۱۹۸۸) بازیکن فوتبال اهل لهستان است.
از باشگاه‌هایی که در آن بازی کرده‌است می‌توان به باشگاه فوتبال بارنزلی، باشگاه فوتبال ویگان اتلتیک، باشگاه فوتبال اولدهام اتلتیک، باشگاه فوتبال ویسوا کراکوف، باشگاه فوتبال ردینگ، باشگاه فوتبال بلکپول، باشگاه فوتبال دربی کانتی، و باشگاه فوتبال روچدیل اشاره کرد.
وی همچنین در تیم‌های ملی فوتبال زیر 19 سال لهستان ، زیر ۲۰ سال لهستان، و زیر ۲۱ سال لهستان بازی کرده‌است.